# Reg Strikes Back
Reg Strikes Back är Elton Johns tjugoförsta studioalbum, utgivet 1988. Detta är det sista albumet med basisten Dee Murray som avled 1992.
Sångerna "I Don't Wanna Go On With You Like That" och "A Word in Spanish" tog sig in på Billboard Hot 100.

## Låtlista
Alla låtar skrivna av Elton John och Bernie Taupin om inget annat anges.
1. "Town of Plenty" – 3:38
2. "A Word in Spanish" – 4:37
3. "Mona Lisas and Mad Hatters (Part Two)" – 4:12
4. "I Don't Wanna Go On With You Like That" – 4:33
5. "Japanese Hands" – 4:38
6. "Goodbye Marlon Brando" – 3:28
7. "The Camera Never Lies" – 4:34
8. "Heavy Traffic" – 3:26 (Elton John, Bernie Taupin, Davey Johnstone)
9. "Poor Cow" – 3:48
10. "Since God Invented Girls" – 4:38